# André Philip
André Philip (Pont-Saint-Esprit, 28 giugno 1902 – Parigi, 5 luglio 1970) è stato un politico ed economista francese, Ministro dell'interno della France libre.